# Небо зі мною
«Небо зі мною» (рос. «Небо со мной») — радянський художній фільм про льотчиків-випробувачів, знятий у 1974 році. Прем'єра фільму в СРСР відбулась 3 березня 1975 року.

## Сюжет
Фільм розповідає про долю льотчиків у воєнний і повоєнний час. Сюжет переносить глядача у 1942 рік та на кінець 1960-х років. Німецько-радянська війна. Під час повітряного бою гине льотчик Іван Клинов (Ігор Лєдогоров). Його друг Дмитро Грибов після закінчення війни одружується з Надею (Лариса Лужина), яка раніше любила Клинова. Але, виявляється, Іван Клинов не загинув, а потрапив в полон. Він не шукав зустрічі з Надією, знаючи про її шлюб. З'ясувалося, після війни Івану заборонили літати на винищувачах, він став працювати автомеханіком, випробовувати нові радянські автомобілі, але мріє літати. Надія з Грибовим допомагають йому повернутися в авіацію.

## У ролях
| Актор                  | Роль                       |
| ---------------------- | -------------------------- |
| Ігор Лєдогоров         | Іван Клинов                |
| Лариса Лужина          | Надія Грибова              |
| Володимир Заманський   | Дмитро Грибов              |
| Наталія Бондарчук      | Ірина                      |
| Зінаїда Кирієнко       | Клавдія Клинова            |
| Улдіс Лієлдіджс        | Дітмар                     |
| Юрій Дудко             | Борис                      |
| Володимир Землянікін   | Володя Ягодкін             |
| Борис Руднєв           | льотчик                    |
| Борис Кудрявцев        | ветеран                    |
| Роман Хомятов          | полковник                  |
| Наталія Гурзо          | медсестра в лікарні        |
| Тамара Совчі           | гостя                      |
| Любов Соколова         | вдова                      |
| Валентина Ананьїна     | гостя                      |
| Валентина Бєляєва      | гість майор                |
| Микола Бармін          | гість генерал              |
| Петро Щербаков         | гість льотчик              |
| Борис Бітюков          | полковник                  |
| Валерій Комісаров      | епізод                     |
| Марина Лобишева-Ганчук | епізод                     |
| Лідія Драновська       | гостя                      |
| Олена Кузьміна         | льотчиця                   |
| Олександр Яковлєв      | німецький льотчик          |
| Віктор Уральський      | гість в будинку у Грибових |

## Знімальна група
- Режисер: Валерій Лонськой
- Сценаристи:  Олег Стукалов-Погодін,  Тамара Кожевникова,  Марина Попович
- Оператор:  Ігор Черних
- Композитор:  Георгій Фіртіч
- Художники:  Борис Немечек,  Елеонора Немечек